# (10116) Robertfranz
(10116) Robertfranz (1992 SJ2) – planetoida z pasa głównego asteroid okrążająca Słońce w ciągu 5,2 lat w średniej odległości 3 j.a. Odkryta 21 września 1992 roku.